# Ніколас Галло
Ніколас Галло Барраган (ісп. Nicolás Gallo Barragán, нар. 9 серпня 1986) — колумбійський футбольний арбітр, арбітр ФІФА з 2018 року.

## Кар'єра
Дебютував у колумбійській Прімері у Клаусурі 2011 року. З 2018 року судить матчі Південноамериканського кубка та Кубка Лібертадорес.

## Міжнародні турніри
Він судив у таких великих міжнародних турнірах:
- Юнацький чемпіонат Південної Америки 2019
- Молодіжний чемпіонат Південної Америки 2019
- Кубок Америки з футболу 2019 (VAR)[4]
- Клубний чемпіонат світу з футболу 2020 (VAR)
- Клубний чемпіонат світу з футболу 2025 (VAR)